# Opowieści weekendowe: Słaba wiara
Opowieści weekendowe: Słaba wiara – polski film psychologiczny z roku 1996 w reżyserii Krzysztofa Zanussiego.

## Fabuła
Bohaterami filmu jest małżeństwo. U ich jedynego dziecka pojawiają się objawy białaczki. Oczekiwanie na wyniki wywołuje w rodzicach silny stres, w wyniku którego zaczynają się wzajemnie oskarżać.
Główni bohaterowie mają odmienne zdania co do dalszych losów swojego dziecka. Ojciec myśli o kosztownym leczeniu, które pochłonie wszystkie oszczędności, matka o oddaniu ich w ramach ofiary, by uprosić cud. 

## Obsada
- Dorota Segda - Olga
- Maciej Orłoś – Tomasz
- Stanisława Celińska – szefowa laboratorium
- Eugenia Herman – laborantka
- Małgorzata Pritulak – laborantka
- Rafał Orłoś – Karol
- Stefan Burczyk – profesor
- Agnieszka Wawrzkiewicz-Kowalska – sekretarka profesora
- Marek Kondrat – Andrzej
- Cezary Żak – kierowca